# 대칭형 다중 처리

대칭형 자동 처리의 그림.

대칭형 다중 처리(symmetric multiprocessing, SMP)는 두 개 또는 그 이상의 프로세서가 한 개의 공유된 메모리를 사용하는 다중 프로세서 컴퓨터 아키텍처이다. 현재 사용되는 대부분의 다중 프로세서 시스템은 SMP 아키텍처를 따르고 있다.
SMP 시스템은, 작업을 위한 데이터가 메모리의 어느 위치에 있는지 상관없이 작업할 수 있도록 프로세서에게 허용한다. 운영체제의 지원이 있다면, SMP 시스템은 부하의 효율적 분배를 위해 프로세서간 작업 스케줄링을 쉽게 조절할 수 있다. 그러나 메모리는 프로세서보다 느리다. 단일 프로세서라도 메모리로부터 읽는 작업에 상당한 시간을 소비한다. SMP는 이를 더욱 악화시키는데, 한 번에 한 개의 프로세서만이 동일한 메모리에 접근 가능하기 때문이다. 이는 다른 프로세서들을 대기하도록 만든다.
SMP는 운영체제와 메모리를 공유하는 여러 프로세서가 프로그램을 수행하는 것을 말한다. SMP에서는 프로세서가 메모리와 입출력 버스 및 데이터 경로를 공유하며, 또한 하나의 운영체제가 모든 프로세서를 관리한다. 보통 2개부터 32개의 프로세서로 이루어지며, 어떤 시스템은 64개까지 프로세서를 공유한다.
SMP 시스템은 보통 MPP 시스템에 비하여 병렬 프로그래밍이 훨씬 쉽고, 프로세서간 작업 분산(workload balance)을 시키기가 훨씬 용이하지만, 확장성은 MPP에 비하여 취약하다. 또한 많은 사용자가 동시에 데이터베이스에 접근하여 일을 처리하는 OLTP 작업에서도 강점을 보인다.

## 같이 보기
- 대규모 병렬 컴퓨터
- 동시 멀티스레딩
- 제온 파이